# Praecarthasis
Praecarthasis is een geslacht van wantsen uit de familie van de Nabidae (Sikkelwantsen). Het geslacht werd voor het eerst wetenschappelijk beschreven door Kerzhner in 1986.

## Soorten
Het genus bevat de volgende soorten:

- Praecarthasis froeschneri (Kerzhner, 1986)
- Praecarthasis gibbus (Kerzhner, 1986)
- Praecarthasis nigrescens (Kerzhner, 1986)
- Praecarthasis panamensis (Harris, 1926)
- Praecarthasis paprzyckii (Kerzhner, 1986)
- Praecarthasis pusillus (Kerzhner, 1986)